# Seelisberg
Seelisberg es una comuna suiza del cantón de Uri, situada en el extremo norte del cantón a orillas del lago de los Cuatro Cantones. Limita al norte con la comuna de Ingenbohl (SZ), al este con Morschach (SZ) y Sisikon, al sur con Bauen e Isenthal, y al oeste con Emmetten (NW).
La localidad histórica de Rütli en donde se firmó la carta de la Alianza, se encuentra en territorio comunal, lo que convierte a Seelisberg en un sitio de peregrinaje para los suizos.